# Eugeniusz Czerepaniak
Eugeniusz Czerepaniak (ur. 1 stycznia 1921 w Sanoku, zm. 25 maja 2016) – polski pracownik przemysłu naftowego, tenisista, trener i działacz sportowy.

## Życiorys

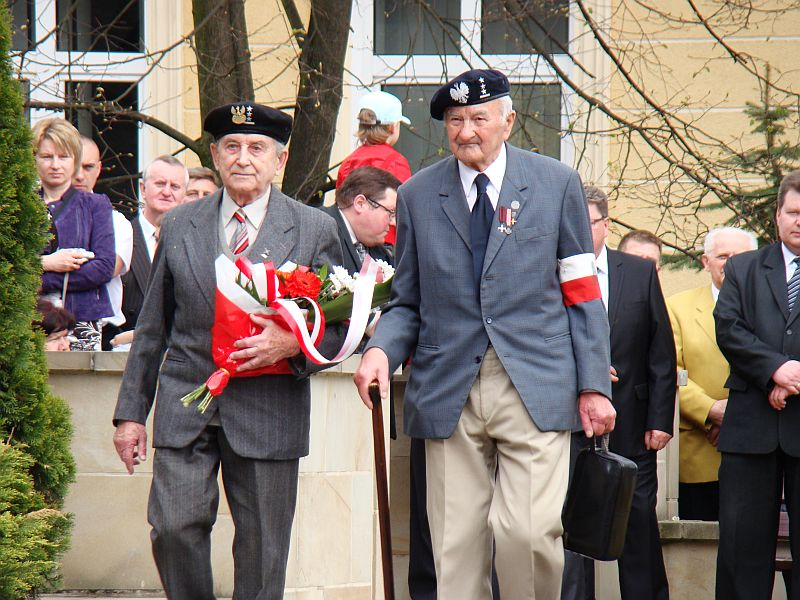
Eugeniusz Czerepaniak (z lewej z kwiatami) jako przedstawiciel środowiska AK-owskiego podczas obchodów Święta Narodowego Trzeciego Maja w Sanoku (2011)

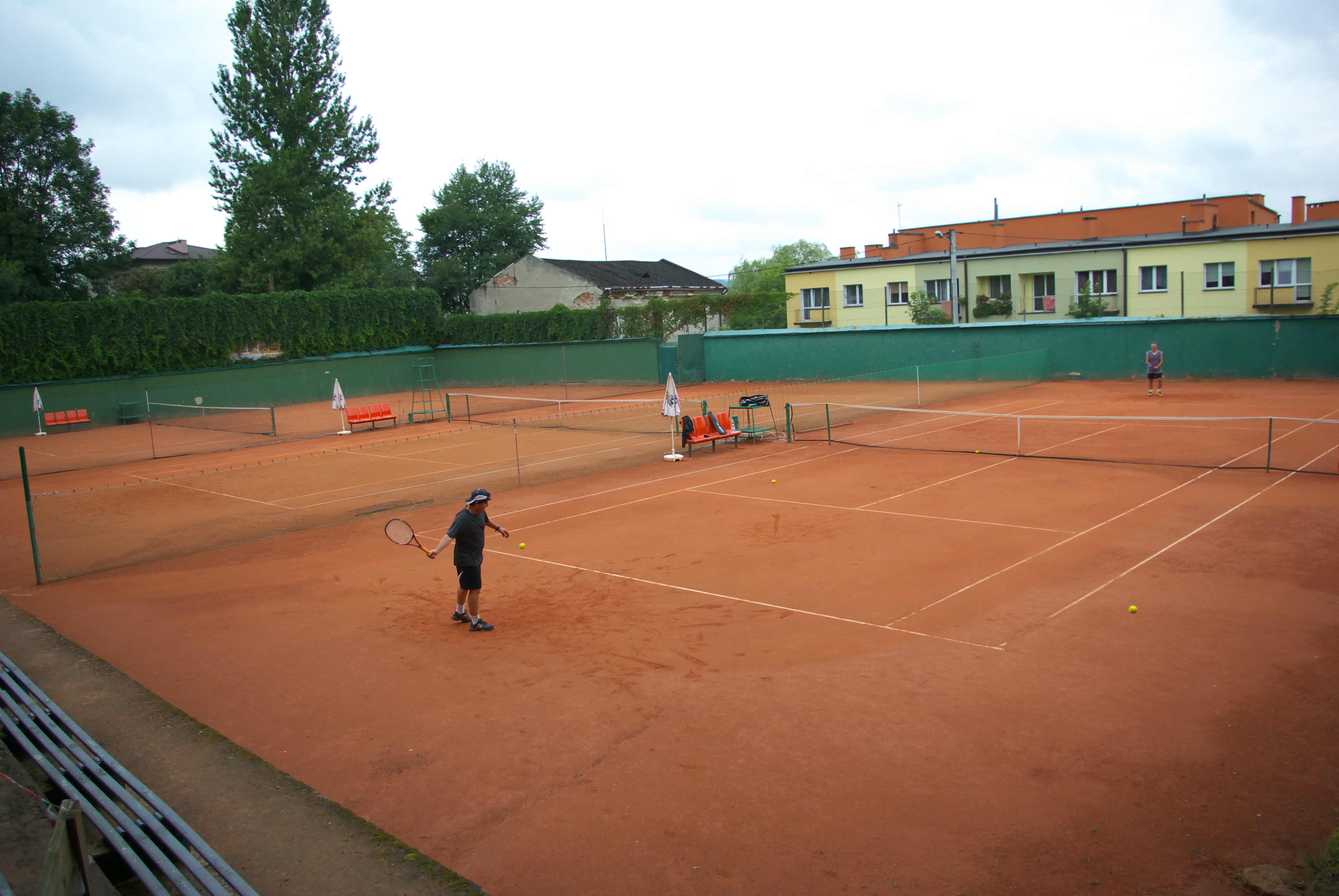
Korty tenisowe przy ul. Adama Mickiewicza w Sanoku

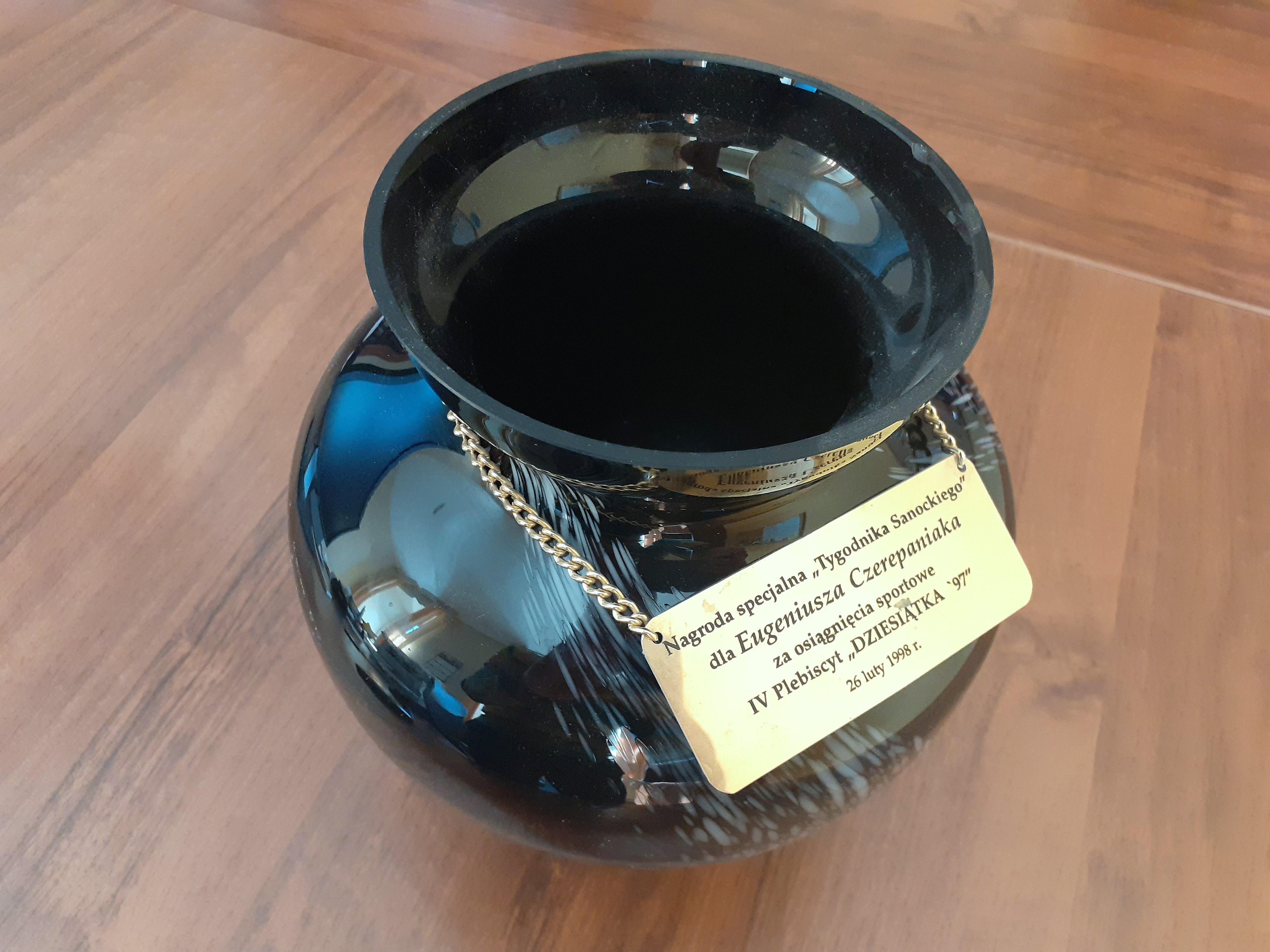
Nagroda specjalna dla Eugeniusza Czerepaniaka w IV Plebiscycie na Najpopularniejszego Sportowca Sanoka za rok 1997, organizowanym przez „Tygodnik Sanocki”

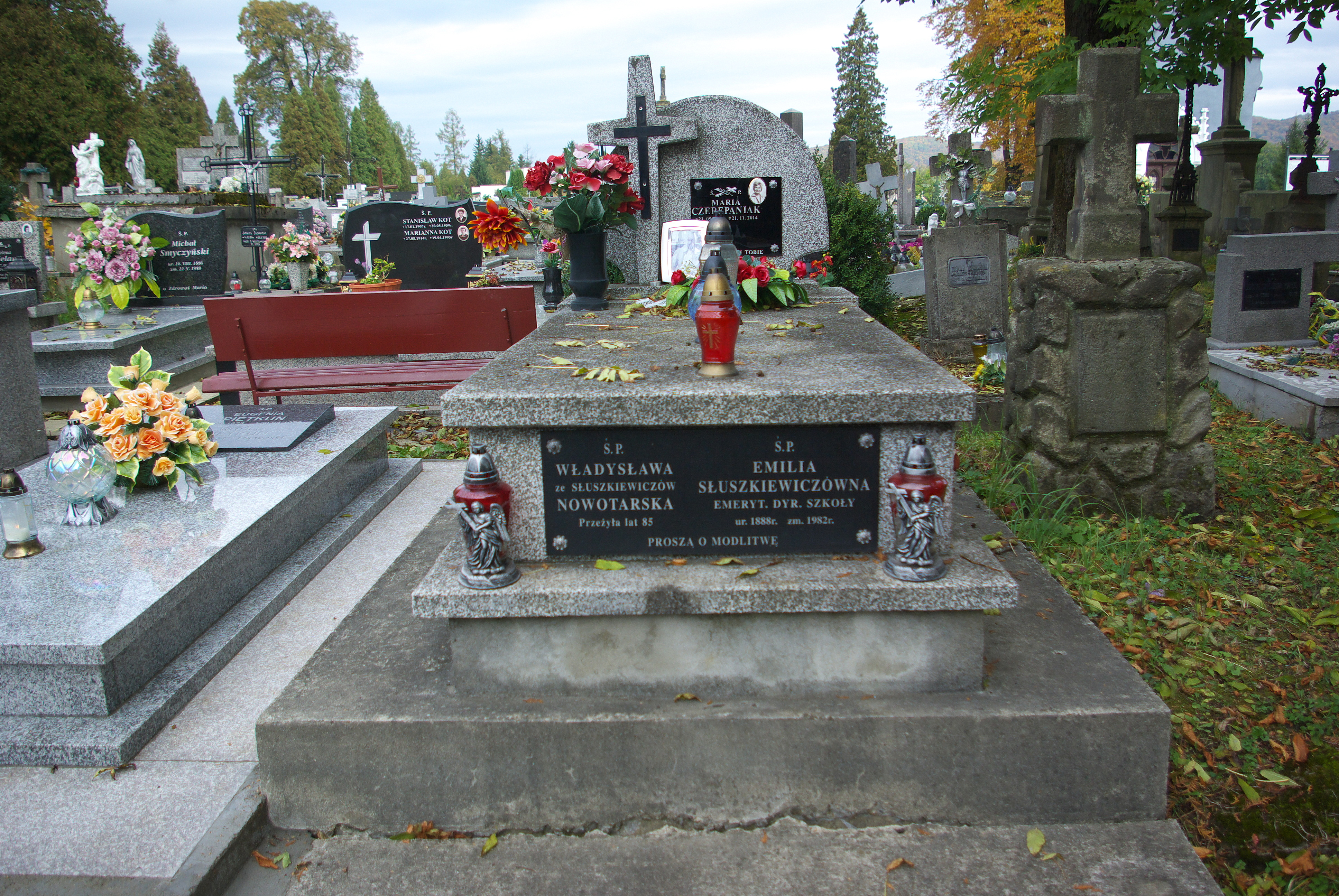
Miejsce pochówku Eugeniusza Czerepaniaka

Urodził się 1 stycznia 1921 w Sanoku jako syn Jana. W okresie II Rzeczypospolitej, w związku z pracą ojca, od drugiego roku życia zamieszkiwał w Poznaniu, a od 1935 w Wolnym Mieście Gdańsk (Jan Czerepaniak był zatrudniony w urzędzie Komisarza Generalnego Rzeczypospolitej Polskiej w Wolnym Mieście Gdańsku). W Poznaniu rozpoczął uprawianie tenisa stołowego, po przeprowadzce kontynuując w klubie GKS Gedania Gdańsk. Został absolwentem Wyższej Szkoły Handlowej w Gdańsku. Był członkiem ZHP. Po wybuchu II wojny światowej przebywał w Gdyni, gdzie podczas kampanii wrześniowej uczestniczył w obronie miasta, organizowanej przez swego ojca, później wziętego przez Niemców do niewoli. Po klęsce polskiej wojny obronnej został wywieziony przymusowo wspólnie zmatką oraz braćmi na obszar Generalnego Gubernatorstwa. W listopadzie 1939 powrócił do rodzinnego Sanoka, gdzie w 1940 został pracownikiem polsko-francuskiej spółki Towarzystwo Naftowe. Był żołnierzem Armii Krajowej. Podczas okupacji jego starsza brat zginął podczas próby przekroczenia granicy w stronę Węgier, a młodszy trafił do kamieniołomu.
Eugeniusz Czerepaniak po zakończeniu wojny został zatrudniony w Sanockim Zakładzie Górnictwa Nafty i Gazu. Brał udział w życiu kulturalnym występując okazyjnie w programach scenicznych. W Sanoku kontynuował grę w tenisa stołowego (także wraz z Bolesławem Peszkowskim, bratem Zdzisława). W marcu 1950 został kierownikiem sekcji tenisa stołowego w klubie KS Związkowiec Sanok i w tym czasie zwyciężył w III Indywidualnych Mistrzostwach Sanoka w tej dyscyplinie. Uczestniczył w turniejach tenisa stołowego, w tym trzy razy awansował do turniejów finałowych mistrzostw Polski. Zainspirowany przez Zbigniewa Dańczyszyna na przełomie 1946/1947 podjął się nauki tenisa ziemnego. Uzyskał uprawnienia instruktora tenisowego na pierwszym po 1945 polskim kursie tego typu, zorganizowanym w 1952 w Szczecinie przez Główny Komitet Kultury Fizycznej. Został zawodnikiem powołanego w 1948 klubu Górnik Sanok. W tym czasie brał udział w tenisowych mistrzostwach Sanoka. Był inicjatorem budowy kortów tenisowych w Sanoku z 1953. Po przekształceniach klubowych od 1957 do 1963 prezesem sekcji tenisowej klubu Sanoczanka Sanok (później Stal Sanok) oraz zawodnikiem i instruktorem klubu. Uprawiał wówczas zarówno tenis ziemny, jak i tenis stołowy. Został finalistą pierwszych powojennych mistrzostw Sanoka w tenisie w 1949 (triumfował Zbigniew Dańczyszyn) oraz mistrzem w 1950, 1954. W 1965 w parze ze Stefanem Tarapackim zdobył trzecie miejsce w mistrzostwach województwa rzeszowskiego. Został wiceprezesem powołanego w 1972 Sanockiego Klubu Tenisowego (SKT), w ramach którego rok później zbudowano trzecie korty w Sanoku zlokalizowane przy ulicy Adama Mickiewicza. Od 1985 był wiceprezesem ds. sportowych SKT. 30 czerwca 1976 został przewodniczącym okręgowego związku tenisa ziemnego w Sanoku, powołanego w ramach utworzonej 24 czerwca 1876 Wojewódzkiej Federacji Sportu w Krośnie. Był także trenerem w Sanockim Klubie Tenisowym. Tenisowi wychowankowie Eugeniusza Czerepaniaka odnosili sukcesy w zawodach, w tym największy osiągnęła Edyta Dubiel, zdobywczyni brązowego medalu mistrzostw Polski juniorów w 1997. Wśród jego podopiecznych był także Jan Ryniak, późniejszy hokeista.
Był współzałożycielem w 1959 oraz od października 1959 do 1965 pierwszym prezesem Spółdzielni Mieszkaniowej w Sanoku. Na emeryturę odszedł w 1982 po 42 latach pracy w branży górniczej.
Jako przedstawiciel PGNiG 15 marca 1981 zasiadł w prezydium Międzyzakładowej Komisji Koordynacyjnej NSZZ „Solidarność”. W 2004 był w gronie osób reaktywujących sanockie gniazda Polskiego Towarzystwa Gimnastycznego „Sokół”, później wybrany został członkiem honorowym gniazda. W kolejnych latach był wybierany członkiem zarządu (2005), przewodniczącym Sądu Honorowego (2008, 2012, 2015). W styczniu 2007 został zastępcą sekretarza sanockiego koła Światowego Związku Żołnierzy Armii Krajowej.
Kontynuując karierę tenisową został zawodnikiem w kategorii weteranów, także po przekroczeniu 90. roku życia. Zdobywał medale na turniejach mistrzostw Polski oraz Europy, zostając wielokrotnym mistrzem Polski weteranów. Podczas 28. Mistrzostw Polski Amatorskiego Tenisa Polskiego 2012 w Warszawie zajął trzecie miejsce w kategorii wiekowej 85+, a ponadto wraz ze Stanisławem Krupą stoczył pierwszy w historii zawodów polskiego tenisa pojedynek zawodników wieku ponad 90 lat. W 2015 pozostawał jednym z trzech Polaków sklasyfikowanych w rankingu Międzynarodowej Federacji Tenisowej (ITF). Ponadto został sędzią tenisowym, od 1955 okręgowym, później związkowym. Prowadził rozgrywki tenisowe, w tym ligowe w Polsce, w ramach Pucharu Davisa, mistrzostw Europy kolejarzy. Uzyskał także uprawnienia instruktora łyżwiarstwa figurowego.
W 2002 Eugeniusz Czerepaniak jako kombatant otrzymał nominację na stopień podporucznika. Zmarł 25 maja 2016. Urna z jego prochami spoczęła w grobowcu rodziny Słuszkiewicz na cmentarzu przy ul. Rymanowskiej w Sanoku 4 czerwca 2016.
Jego żoną od 27 października 1946 była Maria z domu Słuszkiewicz (1910-2014, córka Józefa i wnuczka Michała, choreograf i instruktorka tańca, jedna z najstarszych „sokolic” w Polsce, niezawodowa artystka w zakresie malarstwa i dzieł tkanych). Ich syn Daniel został lekarzem.

## Odznaczenia i wyróżnienia
- Medal za Długoletnie Pożycie Małżeńskie (1997)[33]
- Krzyż Armii Krajowej (1997)[34]
- dwie odznaki resortowe za pracę w przemyśle naftowym
- Medal 100-lecia Sportu Polskiego
- Złota Odznaka „Zasłużony Działacz Kultury Fizycznej” (1987, przyznana przez Główny Komitet Kultury Fizycznej i Turystyki)[35]
- Srebrna Odznaka „Zasłużony Działacz Kultury Fizycznej”
- Złota Odznaka „Zasłużony dla Polskiego Związku Tenisowego”
- Dyplom dla wyróżniającego się sportowca przyznany przez Powiatowy Komitet Kultury Fizycznej w Sanoku (1952)[36]
- Nagroda Dyrektora Wydziału ds. Młodzieży i Kultury Fizycznej Urzędu Wojewódzkiego w Krośnie (1988)[37]
- Nagroda specjalna w IV Plebiscycie na Najpopularniejszego Sportowca Sanoka za rok 1997, organizowanym przez „Tygodnik Sanocki”[38]
- Nagroda Miasta Sanoka za rok 2001 w dziedzinie sportu i turystyki[39][40][41][42][43]
- Puchar pamiątkowy SKT Sanok (2014)[44]
- Honorowy członek TG „Sokół”[1]
- Złoty Znak Sokoła (2012)[1][45]